# Ауриолес де ла Торре, Мигель
Мигель Ауриолес де ла Торре (исп. Miguel Aurioles de la Torre; 24 ноября 1771, Ронда — 17 февраля 1809, Каракас) — оидор Королевской аудиенсии Каракаса.

## Биография
Родился в знатной семье из Малаги. После обучения в колледже в Кабре поступил в Университет Осуны, где в 1790 году получил степень бакалавра права. После этого он поступил в Королевский университет Сан-Фелипе в Чили, в котором был определён Королевским советом на отделение юридической практики. В 1795 году Ауриолес вступил в Королевское экономическое общество.
Титул оидора был присвоен ему в мае 1799, и уже через три года он получил своё первое назначение в Королевскую Аудиенсию Каракаса, где заменил ушедшего из жизни Хосе Франсиско Педроса. Незадолго до своей смерти Ауролес хотел покинуть пост оидора и попросить о переводе в провинциальную администрацию, для чего даже написал диссертацию для Палаты представителей Кастилии об исправлении демографической ситуации в Испании.